# ARM7TDMI
ARM7 TDMI — ядро встраиваемого процессора, входящего в серию ARM7. Использует Thumb — 16-битный компонент подмножества 32-битных инструкций ARM7, трёхуровневый конвейер исполнения команд.
Типичное ядро ARM7 TDMI, реализованное по КМОП-технологии с топологическими нормами 0,18 мкм, занимает на кристалле площадь всего 0,53 мм², а мощность, рассеиваемая с такой площади, составляет всего 0,25 мВт/МГц.

## Особенности архитектуры
- Производительность — 300 MIPS при 0,13 мкм
- Статический КМОП высокой плотности упаковки с нулевой минимальной тактовой частотой
- 16 32-разрядных регистров
- Адресное пространство размером 232 адресов, 4 Гб линейно-адресуемого пространства
- 32-битное регистровое АЛУ с высокой производительностью операции умножения
- Команды для обработки 8-битных, 16-битных и 32-битных данных
- Два варианта прерываний FIQ (fast interrupt) — режим быстрого прерывания и IRQ — основной режим прерывания
- Общая 32-битная шина адреса и данных
- Банкируемые теневые регистры
- Интерфейс подключения сопроцессора (до 16 шт.; например, для DSP или Java-ускорителя)
- Широкие возможности для отладки (JTAG, внутрисхемный эмулятор[англ.], отладка в реальном времени). Модуль ETM (Embedded Trace Macrocell)
- Поддержка Thumb-инструкций для 16-битных операций и увеличения плотности кода[3]